# Едуард Тубін
Едуард Тубін (ест. Eduard Tubin, 14 червня 1905, Торіла (Естонія) — 17 листопада 1982, Стокгольм (Швеція) — естонський композитор-симфоніст, диригент.

## Біографія
У міжвоєнний час працював у місті Тарту. Перед окупацією Естонії військами СРСР емігрував до Швеції, де жив і творив до кінця життя.
Серед робіт — 11 симфоній, 5 концертів, 2 опери, 2 балети. Низка камерних та хорових творів. У сифмонічній творчості XX століття Тубіна порівнюють із Сібеліусом, Нільсеном, Шостаковичем.